# تفكك الإمبراطورية النمساوية المجرية

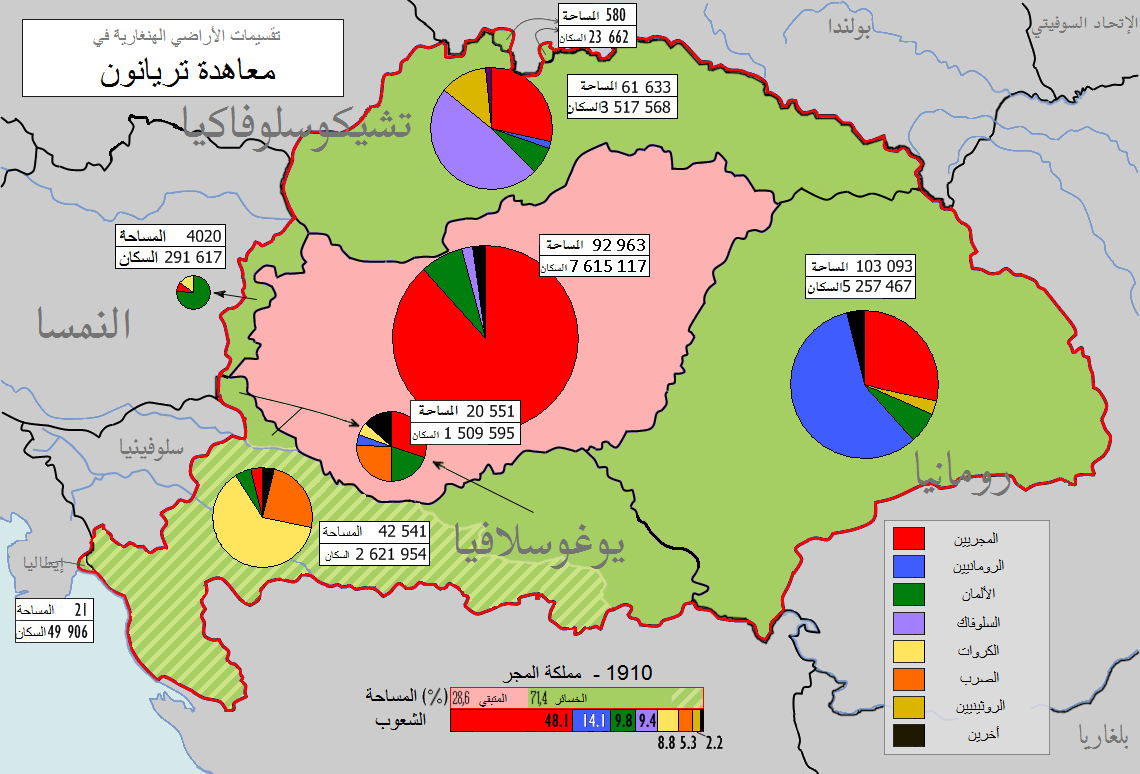
المجر بعد معاهدة تريانون.

مثّل تفكك الإمبراطورية النمساوية المجرية زلزالًا جيوسياسيًا، جاء نتيجة لتنامي التناقضات الاجتماعية الداخلية وانفصال أجزاء مختلفة من الإمبراطورية النمساوية المجرية. تضافرت عدّة عوامل في تسبيب انهيار الإمبراطورية، منها الحرب العالمية الأولى، وضعف المحاصيل الزراعية في العام 1918، والأزمة الاقتصادية المستتبعة. شجعت الثورة البلشفية 1917 تيار الاشتراكية، في حين دعمت مبادئ ويلسون الاربعة عشر للسلام في يناير 1918 التيارات القومية من ناحية أخرى، أو مزيجًا من كليهما، في أوساط الشعوب الخاضعة لحُكم بيت هابسبورغ.
في 17 أكتوبر 1918، أعلن البرلمان المجري عن إنهاء الاتحاد مع النمسا واستقلال البلاد، وقامت دولة تشيكوسلوفاكيا في 28 أكتوبر، وأعقب ذلك في 29 أكتوبر قيام دولة السلوفينيين والكروات والصرب. في 3 نوفمبر أعلنت جمهورية غرب أوكرانيا الشعبية استقلالها؛ وفي 6 نوفمبر أعيد تأسيس بولندا في كراكوف، كما شهِد انهيار الإمبراطورية نشأة جمهورية تارنوبرزيسكا، وجمهورية هوتسول، وجمهورية ليمكو، وجمهورية كومانكزا، وجمهورية بريكمورج، والجمهورية المجرية السوفييتية، وجمهورية سلوفاكيا السوفييتية، وجمهورية بانات، ومقاطعة كارنارو الإيطالية.
انضمت الأراضي المتبقية التي تقطنها شعوب منقسمة على نفسها انضوت لبناء دول قائمة فعلًا أو لتشكيل دولٍ حديثة التأسيس. من الناحية القانونية، أُضفي الطابع الرسمي على عملية انهيار الإمبراطورية بموجب معاهدة سان جيرمان 1919 مع النمسا من ناحية، والتي أدّت دور معاهدة سلام بعد الحرب العالمية الأولى كذلك، وبموجب معاهدة تريانون مع المجر من ناحية أخرى.

## سير عملية التفكك

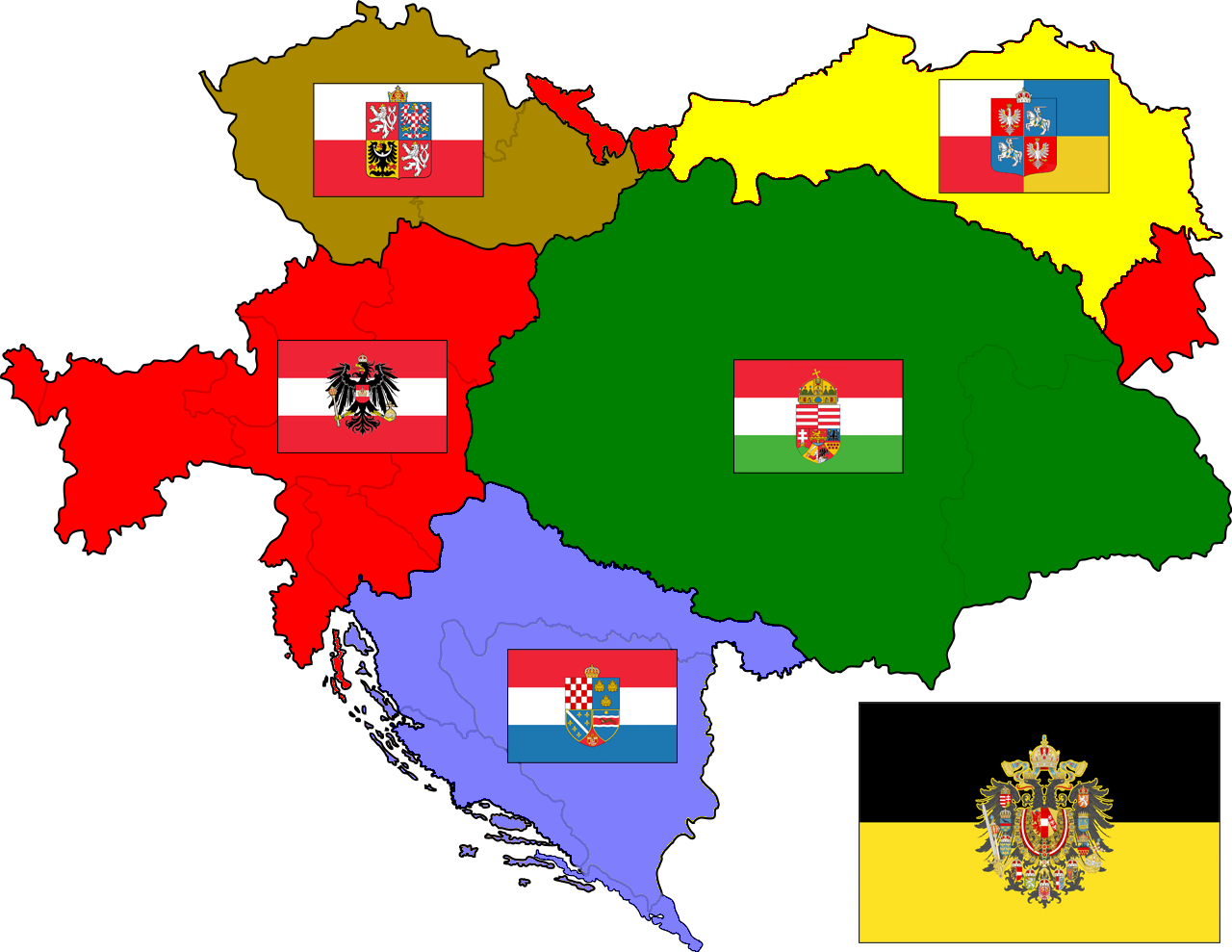
أمم الإمبراطورية النمساوية المجرية

في 14 أكتوبر 1918، طالب وزير الخارجية بارون شتيفان بوريان فون رايتش هدنة على أساس مبادئ ويلسون الاربعة عشر للسلام. بعد يومين من ذلك التاريخ، وفي بادرة واضحة لإثبات حسن النية، أصدر الإمبراطور كارل الأول إعلانًا («البيان الإمبراطوري في 16 أكتوبر 1918») كان من شأنه إدخال تغييرات جوهرية على هيكلية النظام الملكي بنصفه النمساوي. كما وعد البيان بإعادة بناء الإمبراطورية على مبادئ فدرالية، وهو ما فُهم (أو، أُسيء فهمه) في أوساط المجموعات الإثنية المختلفة على نطاق واسع على أنه وعد من الإمبراطور نفسه بالإذن بتشكيل دولهم المستقلة على أساس قومي. وكان من المفترض منح مناطق الأغلبية البولندية في غاليسيا ولودوميريا خيار الانفصال عن الإمبراطورية، وهو ما يعني ضمنًا اتحادهم بباقي جماعتهم الأثنية في كلّ مِن روسيا وألمانيا، لينجم عن ذلك إحياء دولة بولندية. وتحوّلت بقية سيسليثانيا إلى اتحاد فيدرالي يضم أربعة أجزاء: ألماني، وتشيكي، وسلافي جنوبي، وأوكراني. كما كان من المقرر أن يحكم كل جزء منها مجلس وطني يعقد مفاوضات مع فيينا بخصوص مآل الإمبراطورية. وقُرر لمدينة ترييستي أن تحصل على وضع خاص. لم يمكن إصدار هكذا بيان في المجر آنذاك، إذ كان السياسيون المجريون ما يزالون على قناعة بتمكنّهم من التصالح مع القوميات الأخرى في البلاد مع المحافظة على أراضي تاج المجر المقدّس في نفس الوقت.
لم يكن ذلك البيان سوى حبرًا على ورق. إذ بعد أربعة أيام، في 18 أكتوبر، رد وزير خارجية الولايات المتحدة روبرت لانسينغ أن الحلفاء ملتزمون بقضايا شعوب التشيك، والسلوفاك، والسلاف الجنوبيين. وواصل لانسينغ بقوله إن استقلال تلك القوميات –وهو المبدأ العاشر من مبادئ ويلسون– لم يعد كافيًا، وأن واشنطن في حِلّ مِن التعامل على أساس المبادئ الأربعة عشر. في واقع الأمر، كانت حكومة تشيكوسلوفاكية مؤقتة قد انضمت إلى الحلفاء في 14 أكتوبر. كما أعلن السلاف الجنوبيون في الأراضي الواقعة في جانبيّ الحُكم الإمبراطوري عن استعدادهم للاتحاد مع صربيا في دولة كبيرة في الجنوب السلافي بموجب اتفاقية كورفو للعام 1917، والتي وقعها أعضاء اللجنة اليوغوسلافية. وبالفعل، بدأ الكروات بتجاهل الأوامر الآتية من بودابست منذ بداية شهر أكتوبر في ذلك العام.